# Xamacoco
El xamacoco és una llengua zamucana parlada al Paraguai pels xamacocos. També és coneguda com a xamicoco o xamacoco, tot i que la pròpia tribu prefereix el nom ishír, que també es pronuncia ishiro o jewyo. Quan el terme ishiro (o yshyro o ɨshɨro) i s'utilitza per referir-se a la llengua, una abreviatura per ishir(o) ahwoso, que significa literalment "les paraules, la llengua del poble xamacoco". És parlat per una societat tradicional de caçadors-recol·lectors que ara practica l'agricultura. Els seus parlants són de totes les edats i generalment no parlen bé ni castellà ni guaraní.

## Classificació
El xamacoco es classifica com a llengua zamucana, juntament amb l'ayoreo. Les dues llengües es consideren en perill d’extinció. There is relatively little information about the Zamucoan family.
Els parlants de xamacoco viuen a la part nord-est del Chaco Boreal a l’origen del Riu Verde al Paraguai. Se n'ahn identificat quatre dialectes: Héiwo, a l'àrea de Fuerte Olimpo; Ebidóso i Hório, parlada a la regió de Bahía Negra; i Tomaráho, al bosc atlàntic de l'Alt Paraná.
Els parlants d'Hório i Ebidóso eren estimats en 800 el 1970. Menys de 200 persones parlaven Tomaráho aleshores. Al 1930, es calculava que més de 2000 persones parlaven xamacoco.
La flexió de verbs es basa en prefixos personals i la llengua no té tensió. Per exemple, chɨpɨrme teu dosh significa "el martinet pescador menja peix", mentre que chɨpɨra teu wichɨ dosht significa "el martinet pescador menjarà peix". Els noms es poden dividir en possessibles i no possessibles. Els noms possibles es caracteritzen per una prefixació pel qual el substantiu concorda amb el possessor o el modificador genitival. No hi ha diferència entre noms i adjectius en sufixació. La sintaxi es caracteritza per la presència d’estructures para-hipotàctiques. La comparació de la morfologia flexional ha mostrat notables semblances amb l'ayoreo i l'antic zamuco.
El Diccionari Parlat Xamacoco ha estat produït per Living Tongues Institute for Endangered Languages.

## Fonologia

### Vocals
|               | Anterior | Central | Posterior |
| ------------- | -------- | ------- | --------- |
| Tancada       | i        | ɨ       |           |
| Quasi-tancada | ɪ        |         |           |
| Semitancada   | e        |         |           |
| Mitjana       |          | ə       |           |
| Semioberta    |          |         | ɔ         |
| Oberta        | a        |         | ɑ         |

Totes les vocals excepte /ɑ, ə/ tenen formes nasalitzades.

### Consonants
|            |         | Bilabial | Alveolar | Postalveolar | Velar | Glotal |
| ---------- | ------- | -------- | -------- | ------------ | ----- | ------ |
| Oclusiva   | sorda   | p        | t        |              | k     | ʔ      |
| Oclusiva   | sonora  | b        | d        |              | g     |        |
| Africada   | sorda   |          |          | t͡ʃ           |       |        |
| Africada   | sonora  |          |          | d͡ʒ           |       |        |
| Fricatives | sorda   |          | s        | ʃ            |       | h      |
| Fricatives | sonora  |          | z        | ʒ            | ɣ     |        |
| Nasal      | Nasal   | m        | n        |              |       |        |
| Aproximant | plana   |          | ɹ        |              | w     |        |
| Aproximant | lateral |          | l        |              |       |        |
| Vibrant    | Vibrant |          | r        |              |       |        |

## Exemple de paraules i frases
- matah debich (IPA: a debitʃ) – dit
- aap (IPA: ap) – guineu/cadell de lleó
- tɨkɨn chɨp owa (IPA: tɪgɪ ʃebɔa) – Moltes gràcies
- ich amatak (IPA: ɪdʒ amaɹtɔk) – Ell menja molt
- ye takmape (IPA: je taɣmabe) – Ell no menja molt
- tɨkɨya oyetɨke (IPA: tɪkija ɔɪhetɪgɪ) – He comprat un gos per a tu
- yok (IPA: jɔk) – Jo
- ich takaha (IPA: i taɣaha) – Jo vaig